# Geomys bursarius
Gaufre brun, Gaufre à poche
Espèce
Statut de conservation UICN

 LC  : Préoccupation mineure
Le Gaufre brun (Geomys bursarius), appelé aussi Gaufre à poche,, est une espèce faisant partie de la famille des Géomyidés qui rassemble des gaufres ou rats à poche, c'est-à-dire à abajoues.
L'espèce a été décrite pour la première fois en 1800 par George Kearsley Shaw (1751-1813), qui est un botaniste et zoologiste britannique.

## Répartition

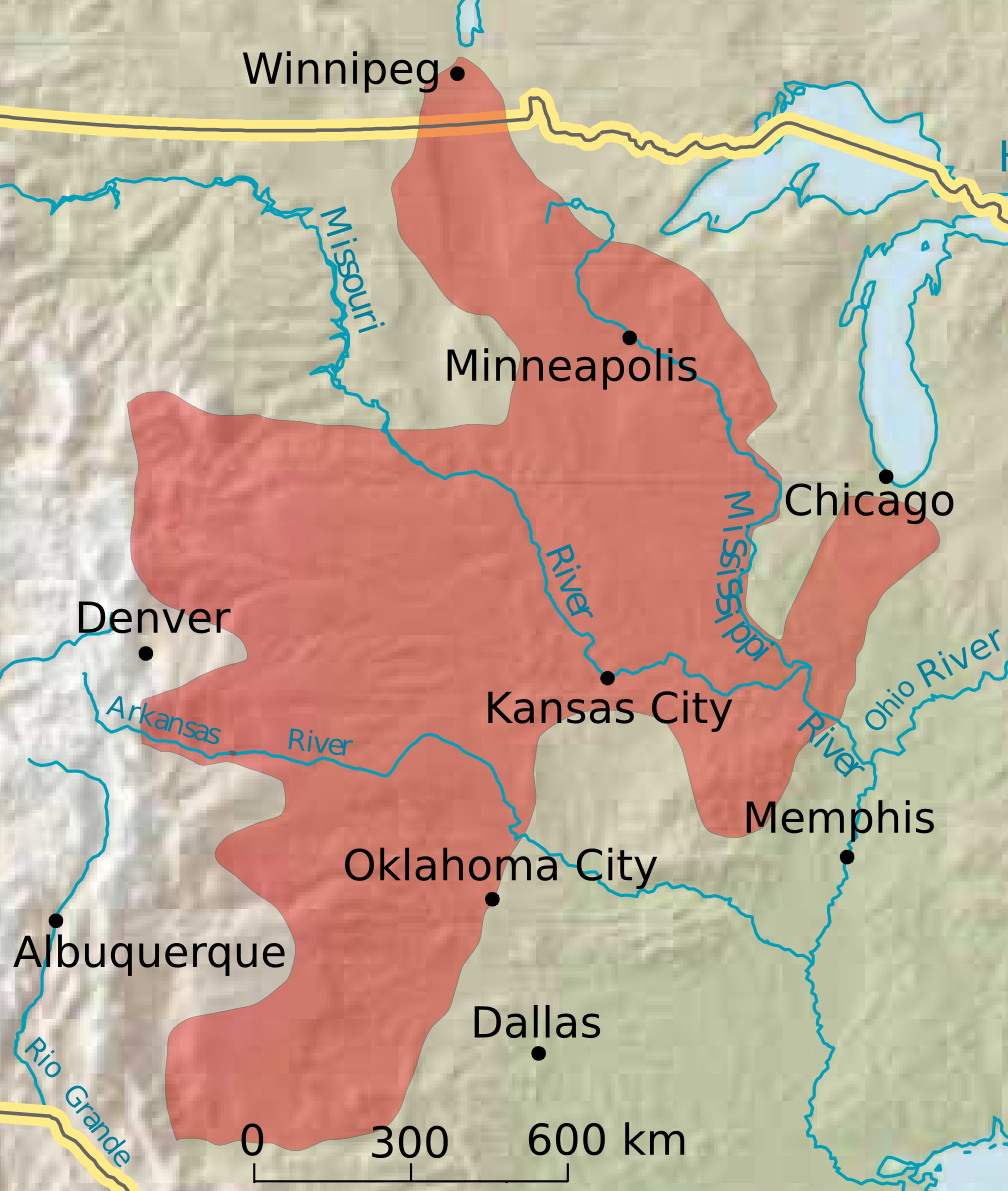
Carte d'Amérique du Nord avec aire de répartition de l'espèce, à l'est des grands lacs.

On rencontre ce rongeur principalement aux États-Unis et un peu au Canada, au sud de Winnipeg dans la vallée de la Rivière Rouge, au Manitoba.

## Description

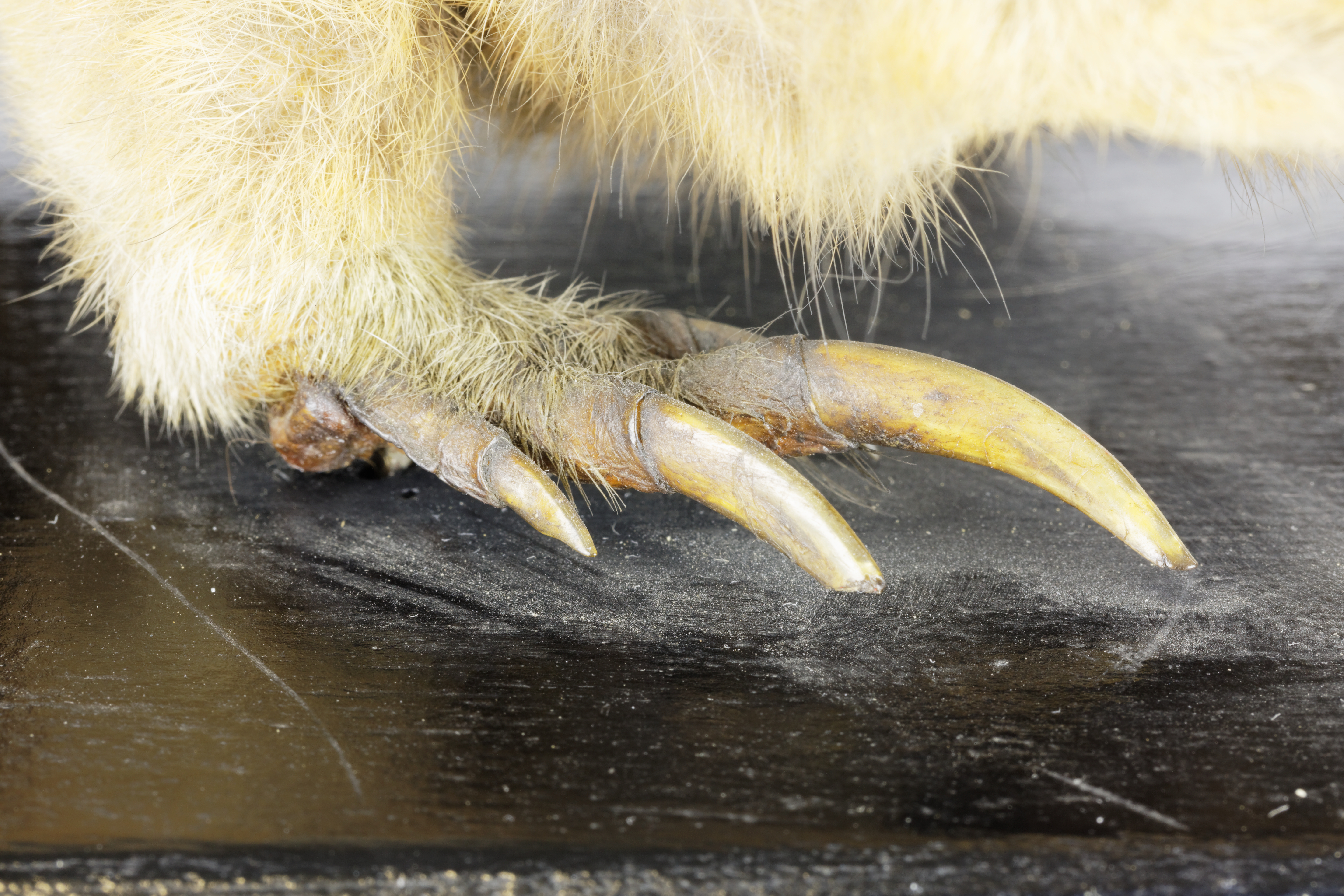
Détail d'une patte antérieure d'un spécimen naturalisé - UPMC

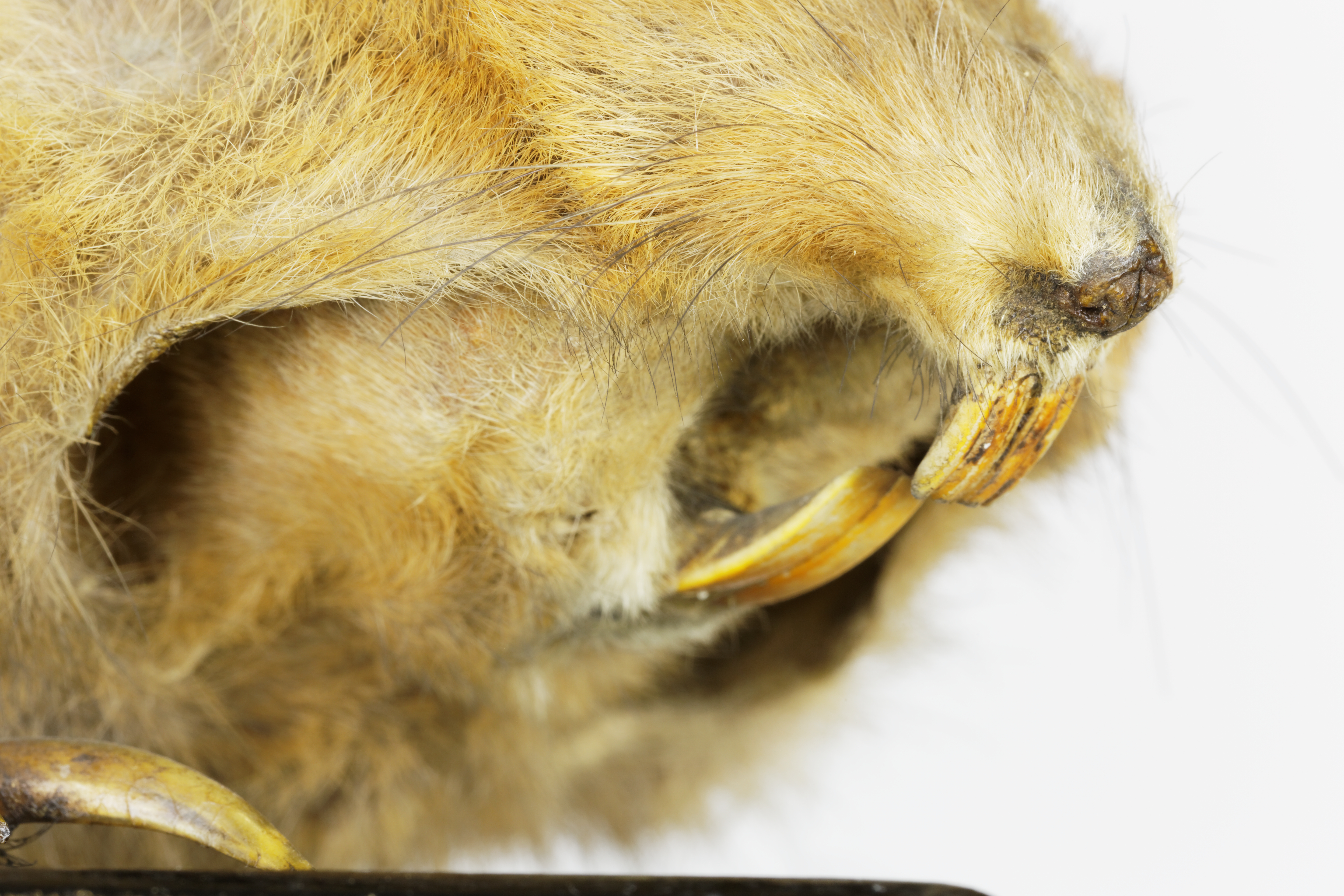
Détail de la dentition d'un spécimen naturalisé - UPMC

## Liste des sous-espèces
Selon Mammal Species of the World (version 3, 2005)  (5 nov. 2012) :
- sous-espèce Geomys bursarius bursarius
- sous-espèce Geomys bursarius illinoensis
- sous-espèce Geomys bursarius industrius
- sous-espèce Geomys bursarius jugossicularis
- sous-espèce Geomys bursarius lutescens
- sous-espèce Geomys bursarius major
- sous-espèce Geomys bursarius majusculus
- sous-espèce Geomys bursarius missouriensis
- sous-espèce Geomys bursarius ozarkensis
- sous-espèce Geomys bursarius wisconsinensis

Selon NCBI (5 nov. 2012) :
- sous-espèce Geomys bursarius bursarius
- sous-espèce Geomys bursarius halli
- sous-espèce Geomys bursarius illinoensis
- sous-espèce Geomys bursarius industrius
- sous-espèce Geomys bursarius lutescens
- sous-espèce Geomys bursarius major
- sous-espèce Geomys bursarius majusculus
- sous-espèce Geomys bursarius missouriensis
- sous-espèce Geomys bursarius ozarkensis